# Šimon Falta
Šimon Falta (* 23. duben 1993 Dolní Dobrouč) je český fotbalista, který hraje na pozici levého záložníka. V Česku působil naposledy v dresu MFK Vyškov, od ledna 2024 je hráčem rakouského SCU Wallsee.
Falta nastoupil v české nejvyšší soutěži poprvé v sezóně 2012/13; odehrál 213 zápasů a vstřelil 16 gólů. V roce 2017 odehrál také 2 utkání v české reprezentaci.

## Klubová kariéra

### Mládežnické kategorie
S fotbalem Šimon začal ve svých 6 letech v celku FK Dolní Dobrouč. Dále působil v rodném regionu na hostování v klubech FK OEZ Letohrad a TJ Jiskra Ústí nad Orlicí, kde měl možnost si zahrát vyšší soutěž.

### SK Sigma Olomouc
Ve 13 letech přestoupil do SK Sigma Olomouc, kde prošel všechny ligové mládežnické kategorie. Na začátku roku 2013 ho tehdejší trenér Roman Pivarník přeřadil do A týmu Sigmy. V březnu 2013 pak debutoval v české nejvyšší soutěži. Pravidelně v Sigmě začal hrát od ročníku 2015/16.

### FC Viktoria Plzeň
V lednu 2021 přestoupil do klubu FC Viktoria Plzeň.

### FC Baník Ostrava (hostování)
V Plzni Šimon strávil rok 2021, ale pod trenérem Michalem Bílkem vypadl na podzim 2021 ze základní sestavy. Pro jarní část sezony tak odešel na půlroční hostování s opcí do Baníku Ostrava.

### FC Zbrojovka Brno (hostování)
Sezonu 2022/23 strávil na hostování v prvoligové Zbrojovce Brno, nastoupil do 27 utkání. 

### MFK Vyškov
V září 2023 přestoupil do klubu MFK Vyškov, kde odehrál 4 zápasy.

### SCU Wallsee
Od ledna 2024 působí v rakouské nižší soutěži v týmu SCU Wallsee.

## Klubové statistiky[5]
|         |                            |                        |        |      |
| Sezona  | Klub                       | Soutěž                 | Zápasy | Góly |
| 2012/13 | SK Sigma Olomouc U21       | Juniorská liga         | 9      | 4    |
|         | SK Sigma Olomouc B         | MSFL                   | 3      | 4    |
|         | SK Sigma Olomouc           | Gambrinus liga         | 5      | 1    |
| 2013/14 | SK Sigma Olomouc U21       | Juniorská liga         | 7      | 2    |
|         | SK Sigma Olomouc           | Gambrinus liga         | 19     | 1    |
| 2014/15 | SK Sigma Olomouc B         | MSFL                   | 9      | 9    |
|         | SK Sigma Olomouc           | Fotbalová národní liga | 4      | 1    |
| 2015/16 | SK Sigma Olomouc B         | MSFL                   | 13     | 1    |
|         | SK Sigma Olomouc           | Synot liga             | 20     | 2    |
| 2016/17 | SK Sigma Olomouc           | Fotbalová národní liga | 28     | 2    |
| 2017/18 | SK Sigma Olomouc           | HET liga               | 29     | 4    |
| 2018/19 | SK Sigma Olomouc           | Fortuna:liga           | 29     | 3    |
| 2019/20 | SK Sigma Olomouc           | Fortuna:liga           | 31     | 2    |
| 2020/21 | SK Sigma Olomouc           | Fortuna:liga           | 14     | 2    |
|         | FC Viktoria Plzeň          | Fortuna:liga           | 20     | 1    |
| 2021/22 | FC Viktoria Plzeň B        | ČFL, skupina A         | 4      | 0    |
|         | FC Viktoria Plzeň          | Fortuna:liga           | 6      | 0    |
|         | FC Baník Ostrava (host.)   | Fortuna:liga           | 13     | 0    |
|         | FC Baník Ostrava B (host.) | MSFL                   | 2      | 0    |
| 2022/23 | FC Zbrojovka Brno (host.)  | Fortuna liga           | 27     | 0    |
| 2023/24 | MFK Vyškov                 | Fortuna národní liga   | 4      | 0    |

## Reprezentační kariéra
Šimon Falta nastupoval za různé mládežnické výběry České republiky. Objevil se v dresu české reprezentace do 18, 19 a 20 let. V roce 2013 si Falta zahrál také za fotbalovou reprezentaci do 21 let.
V říjnu 2017 by poprvé trenérem Karlem Jarolímem do českého reprezentačního A-týmu pro kvalifikační zápasy na mistrovství světa v Rusku. Přestože kvalifikace již byla prohraná a český tým neměl naději na postup, nebyl nováček Falta ani v jednom ze zápasů poslán na hrací plochu. V listopadu téhož roku byl povolán také na přípravný turnaj reprezentace v Kataru. V prvním zápase proti Islandu nastoupil na pouze na závěrečné minuty, když v 87. minutě střídal Jakuba Jankta. V druhé utkání proti domácímu Kataru již Falta nastoupil v základní sestavě. V tomto zápase odehrál 62 minut, poté byl střídán Jakubem Janktem. Oba zápasy český tým vyhrál.